# Czeszejki (rejon lidzki)
Czaple (biał. Чашэйкі, Czaszejki; ros. Чешейки, Czeszejki) – wieś na Białorusi, w obwodzie grodzieńskim, w rejonie lidzkim, w sielsowiecie Wawiórka, nad Wawiórką.
Współcześnie w skład wsi wchodzi także dawny folwark Szemiakowszczyzna.

## Historia
W XIX i w początkach XX w. wieś i okolica szlachecka położone w Rosji, w guberni wileńskiej, w powiecie lidzkim, w gminie Wawerka/Myto. Na przełomie wieków Czeszejki były własnością skarbową.
W dwudziestoleciu międzywojennym leżały w Polsce, w województwie nowogródzkim, w powiecie lidzkim, w gminie Myto/Wawiórka. W 1921 okolica Czeszejki liczyła 70 mieszkańców, zamieszkałych w 13 budynkach, wyłącznie Polaków wyznania rzymskokatolickiego. Folwark Szemiakowszczyzna liczył natomiast 38 mieszkańców, zamieszkałych w 8 budynkach, w tym 24 Polaków, 8 Żydów i 6 Białorusinów. 24 mieszkańców było wyznania rzymskokatolickiego, 8 mojżeszowego i 6 prawosławnego.
Po II wojnie światowej w granicach Związku Sowieckiego. Od 1991 w niepodległej Białorusi.